# V416 Возничего
V416 Возничего (лат. V416 Aurigae), HD 33604 — двойная звезда в созвездии Возничего на расстоянии приблизительно 4677 световых лет (около 1434 парсеков) от Солнца. Видимая звёздная величина звезды — от +7,48m до +7,23m.

## Характеристики
Первый компонент — бело-голубая эруптивная переменная Be-звезда типа Гаммы Кассиопеи (GCAS:) спектрального класса B2V:pe, или B2,5IV, или B3. Масса — около 6,348 солнечных, радиус — около 13,79 солнечных. Эффективная температура — около 9296 K.
Второй компонент — коричневый карлик. Масса — около 19,51 юпитерианских. Удалён на 2,769 а.е..